# داخلي القرن
داخلي القرن (الاسم العلمي: Endoceras)، وهو جنس منقرض من رأسيات القدم ذات صدفة مستقيمة كبيرة. عاشت في الفترة بين الأوردوفيشي الأوسط والعلوي، وسميت عليها رتبة داخليات القرن للنوتويد.